# 多治見西高等学校・附属中学校
多治見西高等学校・附属中学校（たじみにしこうとうがっこう・ふぞくちゅうがっこう）は、岐阜県多治見市明和町にある中高一貫教育を行う私立の高等学校・中学校（併設型中高一貫校）。かつては女子高等学校だったが、現在は共学化されている。運営法人は学校法人渓泉学園。

## 建学の精神・校訓
建学の精神
- 誠心一筋に生き、人の幸せの支えとなれ

校訓
- 愛と規律・自学創造・努力と進歩

## 沿革
- 1908年（明治41年）11月27日 - 土岐郡多治見裁縫女学校として開校。
- 1939年（昭和14年） - 岐阜県多治見高等家政女学校に校名変更。
- 1948年（昭和23年） - 学制改革により、菫女子高等学校と校名変更。
- 1972年（昭和47年） - 多治見西高等学校に校名変更。
- 1999年（平成11年）4月1日 - 附属中学校開校。
- 2022年（令和4年） - 商業科が男女共学化[1]。

## 設置形態
- 多治見西高等学校附属中学校
- 多治見西高等学校 - 全日制課程
  - 普通科（蛍雪コース・特進コース・総合コース・中高一貫コース）
  - 商業科
  - 被服科

※ なお、被服科は女子のみである（2022年（令和4年）度より商業科は男女共学）。普通科中高一貫コースにおいては、高等学校からの生徒募集はない。

## クラブ活動
バレーボール部が2021年（令和3年）に全国高校総体初出場を決めた。
ソフトボール部は全国高校総体で準優勝の経験がある。また第73回全日本高等学校女子ソフトボール選手権大会において優勝を果たした。なお2023年度の選抜大会で単独優勝
ソフトテニス部や弓道部も全国大会出場の経験がある。

## 著名な出身者
- 田中照代（車椅子陸上競技選手）
- 藤原亜紀乃（タレント）
- 平野有紗（声優、TABプロダクション所属）

## 併設校
- 菫幼稚園[8]
- 菫根本幼稚園[9]